# Sistema contínuo de tintas

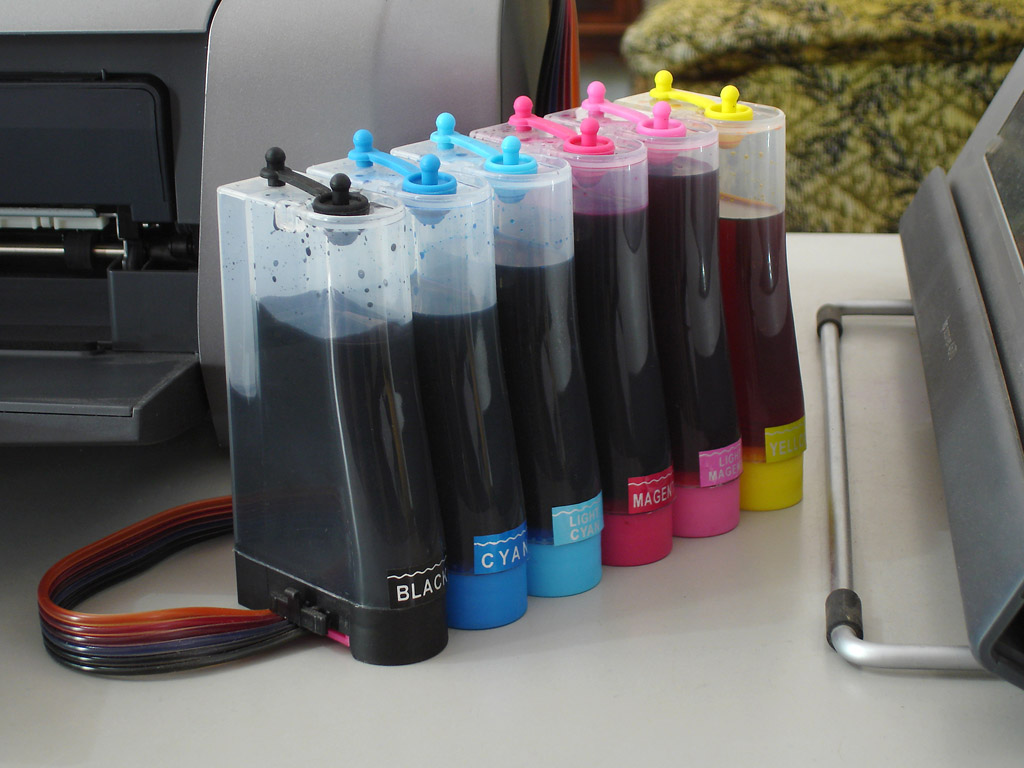
Reservatórios de um sistema contínuo de tintas

Um sistema contínuo de tintas é um sistema para a substituição dos cartuchos de impressoras jato de tinta. Em relação aos cartuchos convencionais um sistema contínuo de tintas usa reservatórios maiores (contendo cerca de 100mL de cada cor) e se conecta às cabeças de impressão através de mangueiras. Os reservatórios podem ser enchidos a partir de pequenas garrafas com tinta, sem a necessidade de seringas.
Exitem sistemas simplificados e mais baratos que não possuem os reservatórios ligados aos cartuchos através de mangueiras. Estes sistemas são constituidos basicamente dos cartuchos recarregáveis que periodicamente precisam ser recarregados manualmente com auxílio de seringas.

## Reação dos fabricantes
Inicialmente, os fabricantes tentaram impedir o uso dos Bulk Ink, desenvolvento campanhas de difamação do sistema. Depois, baixaram o preço dos cartuchos. Finalmente, a Epson (cujas impressoras são as mais usadas para Bulk) decidiu lançar uma linha de impressoras que usam sistema idêntico ao bulk, com tanques externos ligados à impressora por tubulação flexível, alimentados por tinta distribuida em frascos de 70ml de baixo preço. O sistema da Epson é vantajoso porque a impressora foi fabricada para usar esse tipo de alimentação, com garantia de fábrica.

## Vantagens
- O custo de tinta por página pode ser até 95% menor do que o de cartuchos originais [carece de fontes?], pois o usuário não paga por partes descartáveis como o plástico do cartucho.
- Possibilidade de utilização de tintas com características diferentes das originais (maior resistência a água e ao sol, formulação específica para tecidos, dentre outras).
- Diminuição na produção de resíduos. A adoção dos sistemas de bulk evita o lançamento de cartuchos e embalagens no meio-ambiente. Para quem imprime em grande quantidade, as tintas são compradas em litros ou galões com vários litros, que correspondem a centenas de cartuchos caso fossem compradas da forma convencional.
- Uniformidade na impressão. O sistema de bulk, por usar tintas compradas em grande quantidade de um mesmo fornecedor, imprime com a mesma qualidade milhares de cópias. Essa é uma grande vantagem, especialmente se comparada a cartuchos reciclados ou similares.

## Desvantagens

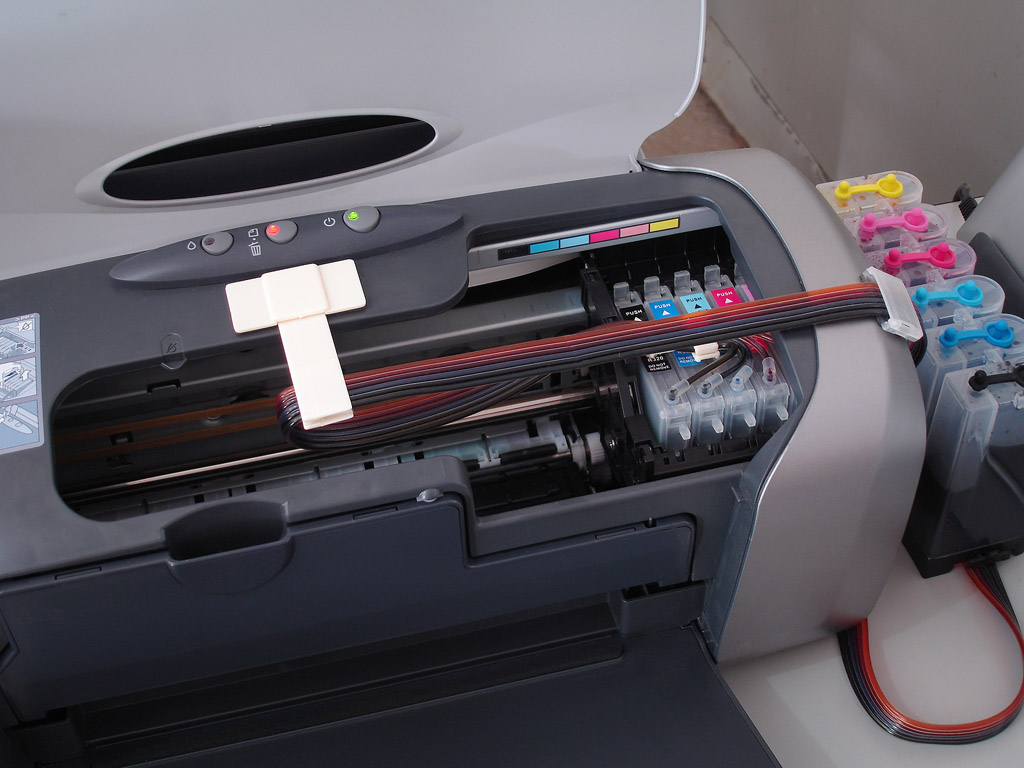
Detalhe da instalação das mangueiras de alimentação

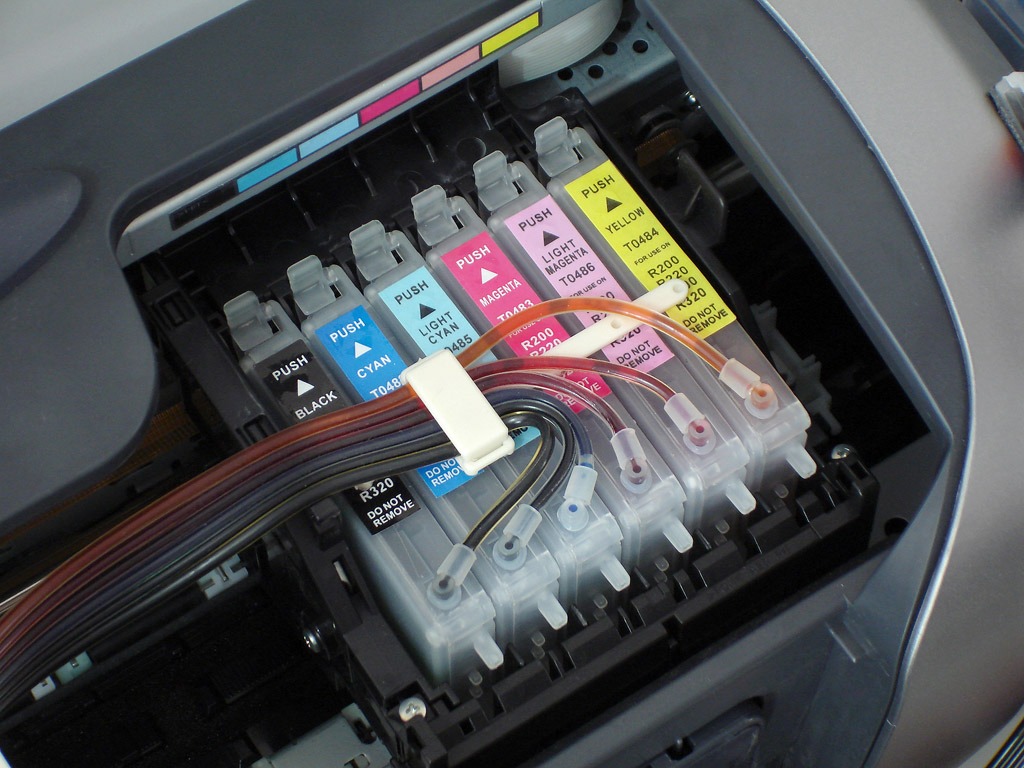
Detalhe da ligação entre as mangueiras e os cartuchos

- Alguns sistemas podem ser difíceis de instalar e podem exigir que o usuário desmonte algumas partes da impressora
- Possibilidade de vazamento devido a mangueiras quebradas ou danos aos reservatórios.
- Possibilidade de entupimento das cabeças da impressora caso o usuário decida utilizar tintas não formuladas para o modelo de impressora utilizado.
- O uso de bulk fere o interesse comercial dos fabricantes de impressoras, que normalmente são também fornecedores de cartuchos. Por isso, ao decidir adotar o sistema de bulk, o usuário deve abdicar dos direitos de garantia sobre a impressora. Mesmo assim, é vantajoso para o usuário, especialmente se imprime em grande quantidade, pois normalmente dois ou três cartuchos correspondem ao preço da impressora. Isso torna o preço da máquina insignificante na relação custo-benefício.
- Os fabricantes de impressoras já desenvolveram sistemas para se combater o bulk, assim, dependendo da marca da impressora, o uso de bulk pode gerar constantes quebras na impressora, o que leva o usuário a se dirigir mais vezes à assistência técnica, assim, dependendo da situação, é melhor usar uma impressora laser.

## Sugestões para utilização
- Procure utilizar modelos de impressoras cujos reservatórios de tinta sejam separados da cabeça de impressão. Isso elimina o risco de vazamento de tinta dentro da impressora.
- Utilize tintas de boa procedência e qualidade. Tintas de baixa qualidade ou excessivamente baratas podem produzir impressões com grandes variações de cor, podem borrar sem motivo aparente ou podem causar excessivos entupimentos.
- Nunca utilize a impressora sem qualquer uma das cores. Essa utilização pode causar danos permanentes à cabeça de impressão.
- Procure utilizar a impressora no mínimo uma vez por semana. Se necessário, imprima qualquer imagem apenas para exercitá-la. A falta de uso pode causar entupimentos na cabeça de impressão, mesmo quando são utilizados cartuchos originais.
- Procure fornecedores de suprimentos de qualidade, no Brasil já existem grandes fornecedores.